# The Razors Edge
The Razors Edge je album australské hardrockové kapely AC/DC vydané v roce 1990. Jde o jediné album kapely, na kterém se podílel bubeník Chris Slade. Nejpopulárnější písně obsažené na albu jsou "Thunderstruck", nebo "Moneytalks". Album se umístilo na druhém místě amerického a na čtvrtém místě britského žebříčku. Ve Spojených státech se prodalo přes pět miliónů kopií alba The Razors Edge.

## Seznam skladeb
Autory jsou Angus Young & Malcolm Young.
1. "Thunderstruck" – 4:52
2. "Fire Your Guns" – 2:53
3. "Moneytalks" – 3:45
4. "The Razors Edge" – 4:22
5. "Mistress for Christmas" – 3:59
6. "Rock Your Heart Out" – 4:06
7. "Are You Ready" – 4:10
8. "Got You by the Balls" – 4:30
9. "Shot of Love" – 3:56
10. "Lets Make It" – 3:32
11. "Goodbye & Good Riddance to Bad Luck" – 3:13
12. "If You Dare" – 3:08

## Obsazení
- Brian Johnson – zpěv
- Angus Young – kytara
- Malcolm Young – kytara, doprovodný zpěv
- Cliff Williams – baskytara, doprovodný zpěv
- Chris Slade – bicí

## Žebříčky

### Singly
| Rok  | Singl           | Žebříček          | Pozice |
| ---- | --------------- | ----------------- | ------ |
| 1990 | "Thunderstruck" | Mainstream Rock   | 5      |
| 1990 | "Moneytalks"    | Billboard Hot 100 | 23     |
| 1990 | "Are You Ready" | Mainstream Rock   | 16     |